# Agens otpuštanja
Agens otpuštanja (RA, otpuštač) je lek koji indukuje otpuštanje neurotransmitera sa presinaptičkog neurona u sinapsu, što dovodi do povećanja ekstracelularne koncentracije neurotransmitera. Mnogi lekovi koriste oslobađanje neurotransmitera za izvršavanje njihovog psihološkog i fiziološkog dejstva, na primer amfetamini i srodna jedinjenja. Velika većina poznatih otpuštajućih agenasa deluje na monoaminskim neurotransmiterima serotonina, norepinefrina, i dopamina.